# Чхув (гмина)
Чхув (пол. Czchów) — городско-сельская гмина (волость) в Польше, входит как административная единица в Бжеский повет (Малопольское воеводство), Малопольское воеводство. Население — 9164 человека (на 2004 год).

## Демография
| Перепись                       | Всего   | Всего | Женщины | Женщины | Мужчины | Мужчины |
| ------------------------------ | ------- | ----- | ------- | ------- | ------- | ------- |
| Единицы                        | человек | %     | человек | %       | человек | %       |
| Население                      | 9164    | 100   | 4596    | 50,2    | 4568    | 49,8    |
| Плотность населения (чел./км²) | 137,9   | 137,9 | 69,1    | 69,1    | 68,7    | 68,7    |

## Сельские округа
1. Бендзешина
2. Бискупице-Мельштыньске
3. Домославице
4. Юркув
5. Пяски-Дружкув
6. Творкова
7. Тымова
8. Вытшищка
9. Злота

## Соседние гмины
1. Гмина Дембно
2. Гмина Гнойник
3. Гмина Грудек-над-Дунайцем
4. Гмина Ивкова
5. Гмина Липница-Мурована
6. Гмина Лососина-Дольна
7. Гмина Закличин